# サラ・オレイン

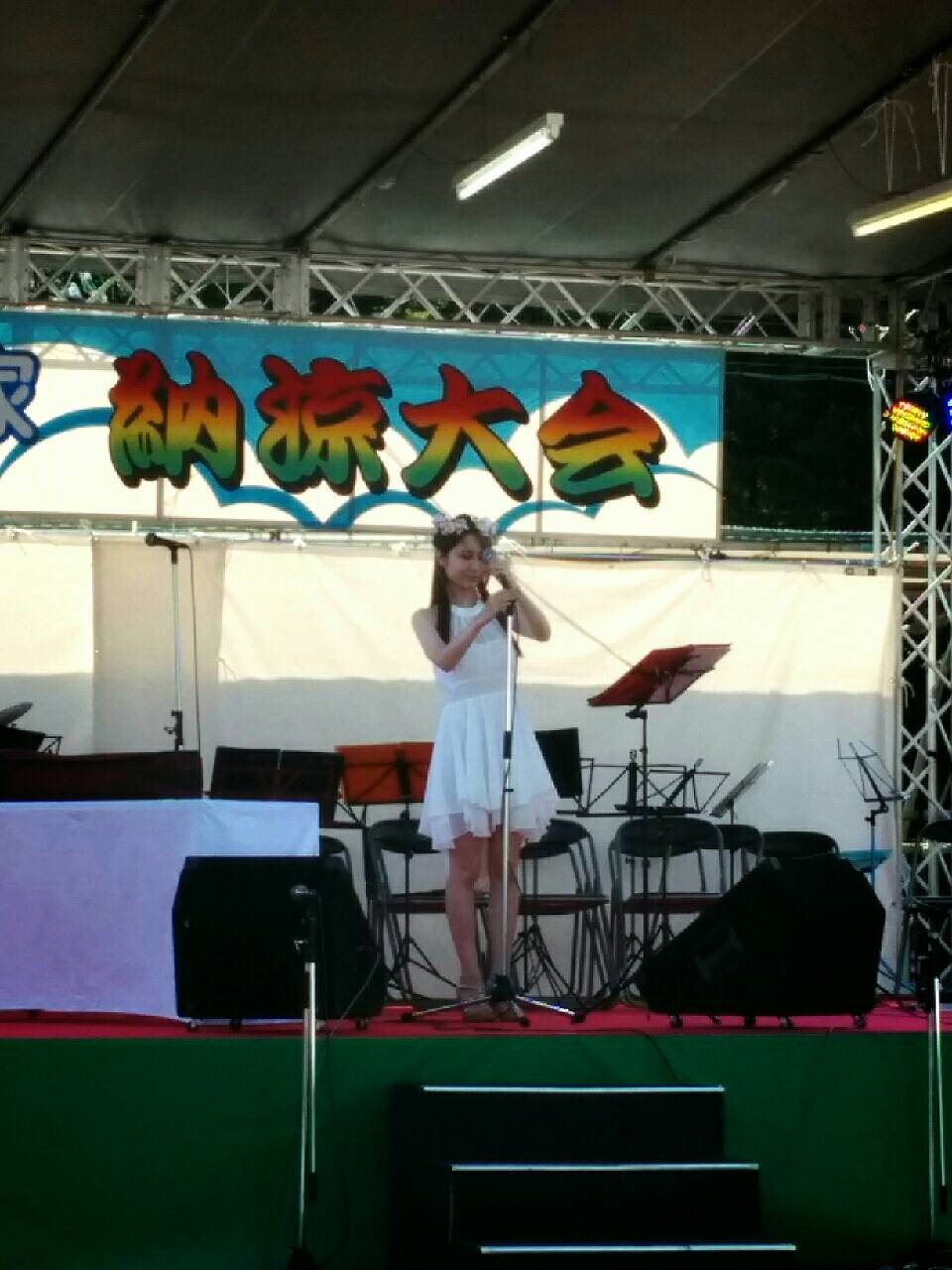
太陽の家納涼大会前に演奏の準備をするサラ・オレイン（2015年7月18日）

サラ・オレイン（スコットランド・ゲール語: Sarah Àlainn、1986年10月8日 - ）は、オーストラリア出身のヴォーカリスト・ヴァイオリニスト・作曲家・作詞家・翻訳家・コピーライター。

## 人物
名前の「サラ」（Sarah）はヘブライ語で「姫」、「オレイン」（Àlainn）はゲール語で「美しい」を意味する。
絶対音感と音を色として感じる共感覚（色聴）を持ち、音域は3オクターブを超える。ユニバーサルミュージックの依頼でサラ・オレインの歌声を分析した日本音響研究所代表の鈴木創は、「アスリートのような声帯」で「その安定感はまるで楽器のようだ」、「「歌声のサプリメント」とも「歌声のアロマテラピー」と言っても良い」と分析結果を解説している。
英語・日本語・イタリア語を使いこなし、フランス語、ラテン語を理解できる。日本人の母親から日本語を教わることはなく、家庭での会話は英語のみ。たまに会話の中に単語として出てきたり、母親が日本に電話をしている時に聴くだけで、なんとなくわかっている程度であったため、日本で生活することになってから必死で勉強し始めたという。
楽器を演奏するため、怪我しないように幼少期より親にスポーツを禁止されており、自転車に乗ったことがなく、自動車運転免許を持っていない。また、包丁を握らないようにしていたため、料理もできなかった。

## 略歴
オーストラリアに生まれ、シドニーで育つ。母は日本人音楽家。父はマレーシア出身の外交官。
5歳よりヴァイオリン教育を受ける。シモン・ゴールドベルクの高弟ペリー・ハートに6歳より学ぶ。ハートの死去により、13歳からワンダ・ウィウコミルスカの指導を受ける。ヴァイオリン演奏により多くの音楽コンクールに参加し優勝を重ね、シドニー音楽院に入学。14歳の時に同学院でオペレッタ「ペンザンスの海賊」の主役に抜擢され、歌のレッスンも開始する。一方、中学の時にいじめられて登校拒否になり、高校にあたる時期は自宅で一人勉強したとも語っている。
2006年にシドニー大学言語学部へ入学。在学中は日本語学及び音楽を専攻した。2006年、世界の大学成績優秀者上位15％のみ入会が許されるゴールデン・キー国際名誉協会員に選ばれる。2007年には、シドニー大学音楽部門成績優秀者に贈られるセーラテレッサ・マッキンソン作曲賞および学内成績優秀者に贈られるウォルター・レイド・メモリアル賞を受賞。さらに、この年には、2年連続して成績トップの者へ贈られるシドニー大学アカデミックメリット賞を受賞。学業に励む傍ら、ヴァイオリニストとしてシドニー州議会議事堂にて演奏。シドニー・タウンホール、ブリスベン・タウンホールでは、世界的オペラ歌手イヴォンヌ・ケニー（ソプラノ）、ホセ・カルボ（バリトン）と共演した。
2008年には、世界で25名の学生が選ばれる東京大学の交換留学生として、オーストラリアを代表して東京大学教養学部に留学。その間、絵本の翻訳や、ロンドンの広告代理店のコピーライターとしての活動も行う。超訳を手がけた創作絵本「オレ・ダレ」（越野民雄著・講談社刊）の 英語版「Who?Me!」は、イタリアボローニャの絵本見本市に出品され、三菱商事による社会貢献活動の一環として、世界の子供達に配布されている。2009年12月12日、東京大学三鷹国際学生宿舎での三鷹市民と東京大学三鷹国際学生宿舎生との集いにおいて歌唱とヴァイオリン演奏を披露。その模様がテレビ放映される。
2010年、シドニー大学をハイディスティンクション（最高点）で卒業した。
東京大学留学中に作曲家の光田康典がゲーム音楽曲のため、ネイティブな英語を使う歌手を探していることを知り、自ら働きかけ採用される。オーストラリアに帰ったのち、この歌唱が大変な好評を得ていることを知り、歌手になる決意をして、家族から1年間だけの許可を得て再度日本に渡り歌手への道を探ることとなった。約束の1年が近づきオーストラリアに帰らなければならないかと思い始めた時、デモ用に作ったCD音源がユニバーサルミュージックに渡り、契約を結ぶこととなる。父親が亡くなってすぐの出来事で、契約することができたのは天国の父親からの贈り物だったと思うと語っている。

## 活動
- 2010年
  - ゲームソフト『ゼノブレイド』（任天堂Wii）エンディングテーマ曲「Beyond the Sky」（作曲：光田康典）のヴォーカルを担当[23]。
  - 8月14日 「PASSION: Twilight Legacy」に出演。会場は「かつしかシンフォニーヒルズ」[24]。プロとしての初ライブとなった。
  - 11月23日 第61回東京大学駒場祭2010でライブ[25]。
- 2012年
  - 初頭 ユニバーサルミュージックと契約[26]。
  - ゲームソフト『タイムトラベラーズ』（レベルファイブ・ニンテンドー3DS/PlayStation Vita/PSP）のエンディングテーマ曲「The Final Time Traveler」（作曲：坂本英城）のヴォーカルを担当。英語詞はサラ自身が手掛ける[27]。
  - 4月19日 6月20日のCDデビューを前に来日、表参道のル・アンジェ教会にてショウケースライブを開催[28]。
  - 6月20日 デビューアルバム 「セレステ」発売。iTunesヴォーカルチャートで1位となった[29]。同日、タワーレコード新宿店でCDデビュー発売記念のミニライブ&サイン会開催[30]。
  - 7月23日 WOWOW放送の「ザ・プライムショー」に生出演[31]。これがテレビ初出演となった。
  - 11月5日～8日 NHK BS-1放送の「地球テレビ エル・ムンド」に "BAND OF THE WEEK" として出演[32]。
  - 11月9日 デビューコンサート「セレステ」を恵比寿ザ・ガーデンホールで開催[33]。
- 2012年-2013年 ソニー、三菱商事、三和シヤッター工業といった大手企業のTVCM音楽で歌・ヴァイオリン・作詞・作曲を担当[22]。ポーラのCMでは音楽ディレクターとして参加し、ラップの詞を共作[34]。
- 2013年11月16日 太宰府天満宮御神忌千百十一年と、九州朝日放送創立60周年を記念し、太宰府天満宮文書館でソロコンサートを開催[35]。
- 2014年
  - 3月2日 「Tokyo FM JET STREAM Live in Concert」（NHKホール）に出演し、俳優大沢たかおと共演[36]。
  - 3月21日-22日 「沖縄GAME TAKT」に出演[37]。[38]。沖縄ゲームタクトは、坂本英城・光田康典、下村陽子、伊藤賢治といった様々なアーティスト達が参加した世界初のゲーム音楽の祭典。
  - 5月3日 テレビ朝日の『関ジャニの仕分け∞』に出演し、26連勝中のMay J.とのカラオケ得点対決で「Let It Go」を歌い勝利。連勝記録をストップさせた[39]。
  - 7月1日 宮崎放送（MRT）放送の60周年記念特番に出演。この日より宮崎放送の「ココから照ラス・キャンペーン」の一環として、宮崎放送のテーマ曲「You Are The Sunshine of My Life」の歌唱を担当[40]。
  - 7月アイススケートショー「Fantasy on Ice」のゲストアーティストとして羽生結弦ほかのスケーターと共演（富山、5日・6日）、（新潟、12日・13日）[41]。富山公演は、7月14日に富山テレビで放送され、10月11日にBSフジで全国放送された。
  - 8月31日 ニベア TV-CMソング「Always with you ～ふれあうだけで～」のヴォーカルを三浦大知と共に担当。この日よりオンエア開始[42]。
  - 9月1日 女子野球ワールドカップ2014宮崎大会（第6回IBAF女子ワールドカップ）開会式で対戦国である日本及びオーストラリア2か国の国歌独唱をサラ一人で担当[43]。
  - 9月24日 セカンドアルバム「SARAH」（光田康典プロデュース）発売。収録曲「Dream As One」は「みんなが一体となり、同じ目標、夢に向かって行く」というテーマでサラが作詞したものだが、三菱商事の障害者スポーツ支援プロジェクトのテーマソングとして採用された。『Dream As One』はそのままプロジェクト名となった[44]。『SARAH』発売記念ミニライヴ＆サイン会を9月～11月に札幌、東京、名古屋、大阪、福岡で開催[45]。
  - 10月20日 NHK総合 『MUSIC JAPAN』に出演[46]。
  - 12月4日 セカンド・アルバム「SARAH」発売記念コンサート（渋谷区文化総合センター大和田 さくらホール）[47]。
  - 12月15日 「聖なる夜の贈り物 in 赤レンガコンサート」（横浜赤レンガ倉庫1号館 3Fホール）開催[41]。
  - 12月24日 「サラ･オレイン クリスマスプレミアムライブ」（品川プリンスホテル ライブホール・クラブeX）開催[41]。
- 2015年
  - 2月26日 LINE公式アカウントを開設[48]。
  - 3月3日 NHK BSプレミアム放送の『その男、意識高い系。』（3月3日 - 4月21日放送）の主題歌を担当[41]。
  - 4月4日 初の冠番組となる『Peace of mind〜土曜の朝のサラ・オレイン』（毎週土曜日朝8:30 TOKYO FM）がスタート[49]。
  - 4月4日 サラ・オレイン オフィシャルファンクラブ "1/f" 設立決定[50]。
  - 4月8日 セカンド・アルバム『SARAH』に新曲6曲を追加したSARAH - Deluxe Editionが発売[51]。
  - 6月1日 サラ・オレイン公式ファンクラブ「1/f」が有料会員登録・本サービスを開始[41]。
  - 6月-7月 アイススケートショウ「Fantasy on Ice」（金沢）（神戸）[52]。
  - 7月 プロデューサーデイヴィッド・フォスターの指名でアルバム『ウィ・ラブ・ディズニー』に参加[53]。
  - 7月 光田康典20周年ライブに歌とヴァイオリンで参加[41]。
  - 9月12日 泉涌寺で開催された「京都音舞台」に出演。独唱および石丸幹二とデュエット[54]。
  - 9月28日 太陽の家（大分県）記念式典にて、天皇・皇后の前で『君が代』独唱[13]。
  - 10月 テノール歌手アンドレア・ボチェッリのアルバム『シネマ～永遠の愛の物語』でデュエット[55]。
  - 11月 台湾での光田康典20周年ライブに歌とヴァイオリンで参加[41]。
  - 11月 ウィーン少年合唱団のアルバム『ウィーン少年合唱団のクリスマス』に参加[56]。
  - 11月 サラ自身のプロデュースによるサードアルバム『f』リリース[57]。
  - 11月 フジTV系放送のドラマ『新・牡丹と薔薇』の主題歌を歌う[58]。
  - 12月 ピーボ・ブライソンとテレビで共演し、デュエット披露[59]。
- 2016年
  - 1月 スクウェアエニックスから発売のスマートホン向けゲームアプリ『予言者育成学園 Fortune Tellers Academy』の主題歌を担当[41]。
  - 1月 「サラ・オレイン Concert Tour 2016 ～f～」を名古屋・大阪・東京にて開催[60]。
  - 3月 「サラ・オレイン Concert Tour 2016 ～f～」を福岡にて開催[41]。
  - 4月2日 「土曜の朝のサラ・オレイン」がFM大阪でも放送開始[61]。
  - 3月、4月 昨年京都で行われ出演した「泉涌寺音舞台」の特別ヴァージョンがJAL国際線にて放送[41]。
  - 4月4日より NHK Eテレ放送の『おとなの基礎英語』のレギュラーのネイティブゲストとして出演[62]（-2018年4月1日に番組終了）。
  - 4月 フジテレビ『空旅をあなたへ-PREMIUM SKY-』（JAL提供）の主題歌を作曲、歌唱、さらに旅人として出演[63]。
  - 4月28日 アンドレア・ボチェッリ CINEMA WORLD TOUR 日本公演にスペシャルゲストとして出演。デュエット共演[64]。
  - 5月5日 第一ホテル東京にて初のディナーショー開催[41]。
  - 5月 サラ・オレイン Concert Tour 2016 ～f～追加公演 大阪[41]。
  - 5月 TEDxUTokyo 2016で英語のスピーチ（東京大学本郷キャンパス 安田講堂）[65]。
  - 6月18日 ウィーン少年合唱団東京公演に出演[66]。
  - 6月22日 「熊本地震復興チャリティーコンサート ～九州がんばれ！～」に出演[67]。
  - 7月 サラ・オレイン Concert Tour 2016 ～f～追加公演 東京[41]。
  - 8月28日 サラ・オレインwith琉球フィル・シンフォニックコンサート開催[68]。
  - 9月2日 第32回世界医学検査学会にて、秋篠宮夫妻出席のオープニング・セレモニーで国歌独唱[69]。
  - 9月17日 『JET STREAM 2016 "Flight in Concert" by JAPAN AIRLINES』に出演[41]。
  - 10月16日 ソプラニスタ岡本知高 "Concerto del Sopranista 2016-2017" にゲスト出演[41]。
  - 10月21日 テレビ朝日放送の「報道ステーション」に、特別ゲストコメンテーターとして生出演[70]。
  - 11月22日 「パラフェス 2016」スポーツと音楽の祭典（国立代々木第一体育館）に出演[71]。
  - 11月28日 アイススレッジホッケー世界選手権開会式において、自身で編曲したチェコ、スロバキア、イギリスの各国国歌をバイオリン演奏、日本国国歌を独唱[72]。
  - 12月3日 「クリスマス with サラ・オレイン」ライブを名古屋ブルーノートで開催[73]。
  - 12月14日 「中嶋朋子が誘う音楽劇紀行 第二夜 古典派オペラ」にゲスト出演・歌唱[74]。
- 2017年
  - 2月18日 新潟十日町雪まつりの雪上カーニバルに出演・ソロ歌唱及び岡本知高とデュエット共演[75]。
  - 2月22日 最新CD『ANIMA』発売記念プレミア・トーク＆ライヴを、イタリア政府音楽大使を務めるルドヴィコ・エイナウディをゲストに招き開催[76]。LINE LIVEでも放送[77]。
  - 3月1日 銀座ヤマハホールにて服部克久 "音楽畑" 弦楽コンサートにゲスト出演。バイオリン演奏と歌唱を行う[78]。
  - 3月18日 高千穂町天岩戸神社で開催の「ココから照ラス！ひむか芸術舞台」で岩戸神楽と共演コンサート。この模様は4月23日宮崎放送テレビで1時間の特別番組で放送[79]。
  - 3月26日 「フレンズ・オブ・ディズニー・コンサート」に出演[80]。
  - 4月3日 NHK Eテレ「おとなの基礎英語」に昨年に続きレギュラー出演開始（4月-9月放送、10月-3月再放送）[81]。
  - 4月7日 初の映画音楽コンサート「シネマ・ミュージックwithサラ・オレイン」開催[82]。
  - 4月16日 ルドヴィコ・エイナウディ日本公演にゲスト出演。ヴァイオリニストとして4曲共演[83]。
  - 4月28日 九州国立博物館夜間会館オープニングセレモニーでミニライブ開催[84]。
  - 5月6日 「東京ゲームタクト2017」の昼・夜公演に出演[85]。
  - 5月13日 博多湾パノラマ広場にて「海の中道芸術花火2017」に出演し花火と歌唱の共演[86]。
  - 6月14日 「中嶋朋子が誘う音楽劇紀行 第三夜 ロマン派オペラⅠ」にゲスト出演・歌唱[87]。
  - 7月19日 東京芸術大学にて講師として「社会基盤としての芸術」において『感動する力』をテーマとし日本語での講義を行う[88]。
  - 8月8日 厳島神社の管絃祭においてライブコンサート開催[89]。
  - 9月9日 京都金閣寺にて開催の「金閣寺音舞台」に出演[90]。
  - 10月2日 服部克久傘寿の音楽会に出演[91]。
  - 10月26日 NHK総合テレビ放送の「ごごナマ」に出演。番組内で岡本知高とデュエット及び独唱も行う[92]。
  - 11月14日 東京都 丸の内TOEIにて「ムーミン谷とウィンターワンダーランド」ジャパンプレミアに出演し宮沢りえ、森川智之、朴璐美と共に登壇、挨拶を行う[93]。
  - 12月15日 村井邦彦作曲活動50周年記念コンサートLA meets TOKYOにゲスト出演[94]。
  - 12月21日 名古屋市民会館フォレストホールにて名古屋フィルハーモニー交響楽団共演の「クリスマス・コンサート2017」開催[95]。
  - 12月23日 東京ヴィヴァルディ合奏団コンサートにゲスト出演[96]。
- 2018年
  - 1月1日 TOKYO MXテレビ放送の新春クラシック特別番組『明日への音楽』に出演。インターネット配信もされる[97]。
  - 1月18日 オーストラリアのマルコム・ターンブル首相来日に際し安倍晋三首相主催の晩さん会にオーストラリアからの代表としては唯一の文化人として招待され出席[98]。
  - 2月14日 石川県立音楽堂コンサートホールにて中川晃教をゲストに迎えオーケストラ・アンサンブル金沢とバレンタインコンサート開催[99]。
  - 3月 演出を含め全て自身のプロデュースによる「シネマ・ミュージック・コンサート」を広島（10日）東京（18日 東京オペラシティ）で開催[100]。東京公演を収録した映像は『シネマ・ミュージック with サラ・オレイン』として、2018年5月27日に60分版が先行放送、6月にはザ・シネマで90分版が5回放送された[101]。
  - 3月24日 宮崎県西都市市制施行60周年記念「ひむか芸術舞台IN西都」（宮崎放送主催）に出演[102]。
  - 3月25日 「SING LIKE TALKING」30周年記念ライブにゲスト出演[103]。
  - 4月30日 「佐藤竹善 Presents Cross your fingers 20」ライブにゲスト出演[104]。
  - 5月5日 「TOKYO GAMETAKT 2018」にゲスト出演[105]。
  - 5月12日 NHK総合テレビ放送の『土曜スタジオパーク』に出演[106]。
  - 5月13日 フジテレビ系列放送の『ワイドナショー』にコメンテーター出演[107]。
  - 5月19日 BS-TBS放送の『サウンド・イン"S"』に出演[108]。
  - 5月29日 30日 アジア太平洋こども会議・イン福岡30周年記念チャリティコンサートに出演[109]。
  - 6月20日 「中嶋朋子が誘う音楽劇紀行 第五夜 オペレッタ」に出演[110]。
  - 7月7日 フジテレビ系列放送の『SHIONOGI  MUSIC FAIR』に出演。ヴァイオリン演奏・歌唱[111]。
  - 7月16日 ホテル雅叙園東京でディナーショー開催[112]。
  - 7月25日 フジテレビ系列放送の『2018 FNSうたの夏まつり』に出演[113]。
  - 8月5日-6日 ミャンマー ヤンゴンの学校・孤児院を訪問し生徒との交流を行う[114]。。
  - 8月8日 東京・天王洲でおこなわれた、第27回モンブラン国際文化賞の授賞式に特別出演。受賞者を称え歌唱とヴァイオリン演奏[115]。
  - 8月18日-19日 「プリンスアイスワールド2018」広島公演にゲスト出演[116]。
  - 9月12日 愛知県稲沢市市制60周年を記念して、NHK名古屋による公開録画「NHKネイチャーコンサート」に出演。9月23日にテレビ放送[117]。
  - 9月13日 NHK総合テレビ放送の『さらさらサラダ』に単独ゲスト出演し、トーク、歌唱、ヴァイオリン演奏[118]。
  - 9月15日 『シネマ・ミュージック with サラ・オレイン』コンサート大阪公演開催。24日に愛知公演開催。29日に福岡公演開催[119]。
  - 9月23日 「イープラス presents STAND UP! CLASSIC FESTIVAL 2018」に出演[120]。
  - 10月8日 「SARAH ÀLAINN BIRTHDAY CONCERT 2018」開催[121]。
  - 10月19日 日本とフランスの文化の交流をテーマに京都で開催された『時の響』2018前夜祭コンサートに出演[122]。
  - 10月27日 横浜日産スタジアムにて観客動員数46,000人で開催された「キャノンブレディスローカップ」でオーストラリア国歌を独唱[123]。
  - 10月28日 ビルボードライブ東京にてライブコンサート開催[124]。
  - 11月5日 BS日テレ放送の『恋するクラシック』に出演[125]。
  - 11月18日 熊本震災復興チャリティーソラカラコンサートwithサラ・オレイン（主催：RKK熊本放送）に出演[126]。
  - 11月24日 フジテレビ系列放送の『SHIONOGI  MUSIC FAIR』に出演[127]。
  - 11月24日 八ヶ岳高原音楽堂にて「サラ・オレインwith弦楽アンサンブル 天上の音楽」開催[128]。
  - 11月25日 サラ・オレインファンクラブイベント in 八ヶ岳高原音楽堂開催[129]。
  - 12月8日 下妻市民文化会館での東京室内管弦楽団リクエストコンサートの30周年コンサートにゲスト出演[130]。
  - 12月16日 「J:COM presentsサラ・オレイン スペシャルコンサート」を開催[131]。
  - 12月22日 BS-TBS放送の『サウンド・イン"S"』に出演[132]。
- 2019年
  - 1月19日 「めざましクラシックス in 福岡」にゲスト出演[133]。
  - 2月2日-3日 「中嶋朋子が誘う音楽劇紀行 第六夜 ミュージカル」に出演[134]。
  - 2月8日 名古屋フィルハーモニー交響楽団「東京ドリームコンサート・ジブリと映画音楽」に出演[135]。
  - 2月 「コンサート全国ツアー2019」広島公演（16日）、大阪公演（24日）を開催[136]。
  - 3月11日 「"わ"で奏でる東日本応援コンサート2019 in 東京」に出演[137]。
  - 3月 「コンサート全国ツアー2019」札幌公演（16日）、長野公演（24日）、仙台公演（29日）を開催[136]。
  - 4月6日-7日 「コンサート全国ツアー2019」東京公演開催[136]。
  - 4月13日 「国際ソロプチミスト山形チャリティーコンサート2019」に出演[138]。
  - 4月20日 NHK総合テレビ放送のドラマ『腐女子、うっかりゲイに告る。』に初の俳優として出演[139]。
  - 4月27日 上越市・浄興寺本堂（重要文化財）にて、ゲストに佐藤竹善を迎え、宮本貴奈と新潟公演を開催[140]。
  - 5月12日 イタリア・ブッセートの「Teatro Giuseppe Verdi（ヴェルディ劇場）」にて、初の海外ソロコンサート開催[141]。
  - 5月31日 「Seiko presents "Starry Night Concert Vol.24"～前田憲男 The Syncopated Clock～」に出演[142]。
  - 7月5日 谷村新司プレミアムコンサート「生きる2019～小児がん、病気と闘う子ども達とともに～」に出演[143]。鑑賞した美智子上皇后から終演後に声を掛けられる[144]。
  - 7月15日 「サラ・オレイン Symphonic Concert2019」を片岡愛之助・光田康典・富貴晴美をゲストに迎え開催[145]。
  - 7月26日-27日 「ミュージカル・ミーツ・シンフォニー アナザーステージ」に出演[146]。
  - 7月28日 「めざましクラシックス・サマースペシャル2019」にヴァイオリニスト・ヴォーカリストとしてゲスト出演[147]。
  - 8月26日 「SING LIKE TALKING Amusement Pocket 2019」にゲスト出演[148]。
  - 9月7日 京都仁和寺音舞台に出演[54]。
  - 9月7日 BSテレ東放送の『おんがく交差点』に出演（事前収録）[149]。
  - 9月15日 「加藤昌則 featuring サラ・オレイン アコースティック・コンサート」開催[150]。
  - 10月26日 「ららら♪クラシックコンサート Vol.6 ミュージカル特集～舞台と映画のラララな世界～」に出演[151]。
  - 11月2日 フジテレビ系列放送の『SHIONOGI  MUSIC FAIR』に3回目の出演。「LA DIVA」としては2回目の出演[152]。
  - 11月 「CHRONO CROSS 20th Anniversary Live Tour」に出演（3日 東京豊洲PIT[153]、11月16日 大阪難波HATCH[153]、17日 名古屋DIAMOND HALL[153]、30日 台湾台北[154]）。
  - 12月4日 フジテレビ系列放送の『2019 FNS歌謡祭』に「LA DIVA」として出演[155]。
  - 12月13日 東京渋谷の「Bunkamura オーチャードホール」にて「MUSIC FAIR presents La DIVA」開催[156]。
- 2020年
  - 1月13日 「メ～テレ Premium Concert 2020」に出演[157]。
  - 1月24日-25日 中野サンプラザで開催された「Chrono CROSS 20th Anniversary Live Tour 2019」にヴァイオリン、ヴォーカルで参加[154]。
  - 2月21日 東京国際フォーラム ホールAで開催された「MUSIC FAIR 2800回記念コンサート」に「LA DIVA」として出演[158]。
  - 6月20日 初の公式ファンクラブ会員限定インスタライブ配信。15：00～ 20：00～の２回自宅より実施[159]。
  - 8月1日 初のオンライン無観客ライブ「No Ordinary Live～土曜の夜のサラ・オレイン～」をビルボードライブ横浜より生配信[160]。
  - 8月15日 「TMC week 2020 〜 TOKYO MUSIC CRUISE Spin-Off 〜」に出演[161]。
  - 10月 Sarah Àlainn Trio『Billboard2020』を開催（4日-5日 ビルボードライブ大阪（各2ステージ）、7日 ビルボードライブ横浜（2ステージ）[162]、15日 ビルボードライブ東京（2ステージ）[163]）。
  - 10月24、25日 「NO STAGE NO LIFE! ミュージカルを止めるな！」に出演[164]。
  - 10月31日 オンライン配信ライブ第2弾「No Ordinary Live ～土曜の夜のサラ・オレイン～ Halloween Special」を開催[165]。
  - 11月14日 フジテレビ系列放送の『SHIONOGI MUSIC FAIR』に「LA DIVA」として3回目の出演[166]。
  - 11月22日 沼津御用邸記念公園開園50周年記念スペシャルコンサート「東儀秀樹の素晴らしき仲間たち」に出演[167]。日本神話「古事記」の櫛稲田姫（クシナダヒメ）役で演技他[168]。
  - 12月2日 フジテレビ系列放送の『2020 FNS歌謡祭 第一夜』に「LA DIVA」として出演[169]。
  - 12月12日 東京国際フォーラム ホールCで「サラ・オレイン コンサート Journey 2020」開催。同時にオンライン配信も実施[170]。
  - 12月20日 「Daiwa House presents billboard classics festival 2020 in Nishinomiya ~Music has No borderに出演[171]。
  - 12月25日 「Daiwa house presents billboard classics festival 2020 in Tokyo ~Music has No Border~」に出演[172]。
- 2021年
  - 1月2日 NHK Eテレ放送の『待ってました！歌舞伎生中継』にゲストコメンテーターとして出演[173]。
  - 2月14日 初のYouTube Liveを開催[174]。
  - 3月11日 「“わ”で奏でる東日本応援コンサート2021 in 日本武道館」に出演[175]。
  - 3月19日-20日 「ミュージカル・ミーツ・シンフォニー THE GREATEST HITS FROM ABBA 2」に出演[176]。
  - 4月4日 「SARAH ÀLAINN Symphonic CONCERT 2021」開催。同時にオンライン配信も実施[177]。
  - 4月17日 「”ココから照ラス”MRTひむか芸術舞台FINAL」に出演[178]。
  - 4月25日 日本テレビ放送の『シューイチ』にコメンテーターとして出演[179]。
  - 5月29日 「サラ・オレインin八ヶ岳」コンサート開催[180]。
  - 5月30日 「ノイタミナpresentsシネマティックオーケストラコンサート」に出演[181]。
  - 6月27日 日本テレビ放送の『シューイチ』にコメンテーターとして出演[182]。
  - 7月16日 浜離宮朝日ホールのリニューアル・オープニング記念コンサート開催[183]。
  - 9月 Sarah Àlainn Trio「Billboard 2021」開催（2日 ビルボードライブ東京（2ステージ）、4日 ビルボードライブ大阪（2ステージ）、12日 ビルボードライブ横浜（2ステージ）。）[184]。

## ディスコグラフィ

### アルバム
- 2022年5月20日「One」12曲
- アルバム「ANIMA」はJAL国際線の機内エンターテイメントサービスで2017年4月～7月に放送された[185]。

### シングル
| 発売日        | 名称                                     | 備考                                                                                         |
| ------------- | ---------------------------------------- | -------------------------------------------------------------------------------------------- |
| 2014年6月25日 | Canta Con Me ～あの日の歌                | 2nd アルバム「SARAH」にも収録。                                                              |
| 2016年6月15日 | Sky's Calling                            | JAL presents フジテレビ「空旅をあなたへ」テーマ曲。 4th アルバム「ANIMA」にも収録。          |
| 2016年6月15日 | Fantasy On Ice                           | フィギュアスケート・アイスショー「Fantasy On Ice」テーマ曲。 4th アルバム「ANIMA」にも収録。 |
| 2017年1月13日 | Little Doll                              | NHKドラマ10「お母さん、娘をやめていいですか?」の主題歌。 4th アルバム「ANIMA」にも収録。     |
| 2018年2月14日 | 西郷どん紀行 (～薩摩編～)                | NHK大河ドラマ「西郷(せご)どん」大河紀行テーマ                                                |
| 2018年2月14日 | 西郷どん紀行 (～薩摩編～) (English ver.) | NHK大河ドラマ「西郷(せご)どん」大河紀行テーマ                                                |
| 2018年4月25日 | 明日のMemory                             | テレビ東京系「池上彰の現代史を歩く」エンディングテーマ                                       |
| 2018年7月25日 | 西郷どん紀行 (～吉之助編～)              | NHK大河ドラマ「西郷(せご)どん」大河紀行テーマ                                                |

### ベストアルバム
- 2018年12月19日「Timeless」スペシャル版　DVD,Blu-ray付属

### コンピレーション
- 『WOMAN 12』（2014年10月15日発売） - Disk2に「ニュー・シネマ・パラダイス」を収録[186]。
- 『癒しの歌姫』（2014年12月10日発売） - 「I Dreamed A Dream」（夢やぶれて〜『レ・ミゼラブル』より）を収録[187]。
- 『決定盤！フィギュアスケート・ベスト 2014-2015』（2014年12月17日発売） - 「The Final Time Traveler」を収録[188]。

### ゲスト参加
- 『シネマ ～永遠の愛の物語』 - 2015年10月23日発売のアンドレア・ボチェッリのアルバム。「ドント・クライ・フォー・ミー・アルゼンチーナ ～『エビータ』」にデュエットで参加[55]。
- 『ウィ・ラヴ・ディズニー』 - 2015年10月30日発売のデイヴィッド・フォスターがプロデュースしたディズニーアルバム。「Colors of the Wind」（ポカホンタスより）で歌とヴァイオリン演奏を担当[53]。ロサンゼルスで収録された。
- 『ウィーン少年合唱団のクリスマス』 - 2015年11月11日発売のウィーン少年合唱団のクリスマス・アルバム。「オ・ホーリー・ナイト」「きよしこの夜」の2曲をレコーディング[56][189]。
- 『ストーリーテラー』 - 2019年6月発売のノルウェー／アイルランド人デュオのシークレット・ガーデンのアルバム。日本語の作詞と歌唱で参加。コラボレーション曲「サンシャイン」はデジタルリリース配信もされた[190]。
- 『メリー・クリスマス・ミスター・ローレンス（遙か彼方に）』 - 2020年7月29日発売のメッゾ・ソプラノ歌手のキャサリン・ジェンキンスのアルバム。デュエットで参加[191]。

## 音楽活動

### ゲーム音楽
- 2010年、『Xenoblade Original Soundtrack』のエンディングテーマ「Beyond the Sky」（光田康典作曲）のヴォーカルを担当。
- 2011年、『CHAOS RINGS Ω』の「Chaos Rings Ω」及び「A World Without Tears」（ともに上松範康作曲）のヴォーカルを担当。
- 2012年、『Time Travelers オリジナルサウンドトラック』のエンディングテーマ「The Final Time Traveler」（坂本英城作曲）の英語詞の作詞及びヴォーカルを担当。
- 2017年1月19日に発売されたPlayStation(R)4用ソフト『蒼き革命のヴァルキュリア』のメインテーマ「蒼き革命」、劇中歌「Eternal Rest」の作詞及びヴォーカルを担当[192]。
- 2024年4月25日に発売された『サガ エメラルド ビヨンド』では、ディーヴァ・ナンバー5編のラストバトルで流れる戦闘曲「扉を超えて」（伊藤賢治作曲）のヴォーカルを担当。

### 主題歌・テーマ曲
- 2017年12月2日公開の映画「ムーミン谷とウィンターワンダーランド」にて、主題歌（23ヶ国語で作成）の日本語版「ウィンターワンダーランド」、英語版「Bring The Snow」をそれぞれ担当[193]。
- 2017年1月13日放送開始のNHK総合 ドラマ10『お母さん、娘をやめていいですか?』の主題歌に自身作詞・歌唱の「Little Doll」が採用[194]。
- 2017年10月5日放送開始の読売テレビ・日本テレビ系ドラマ「ブラックリベンジ」の主題歌「闇に咲く花 ～The Catastrophe～」を佐藤竹善と担当[195]。
- 2018年1月7日放送開始のNHK大河ドラマ「西郷どん」にて、「大河紀行」のメインテーマ曲「西郷どん紀行 ～薩摩編」の歌唱及び劇中歌を担当[196]。
- 2018年4月8日放送開始のテレビ東京系の新番組「池上彰の現代史を歩く」のエンディングテーマ曲「明日のMemory」を日本語で作詞。歌唱・ヴァイオリン演奏も担当[197]。
- 2019年6月7日から11月4日まで日本科学未来館で開催の企画展「マンモス展」でサラの歌う「The Final Time Traveler」（English ver.）がコラボレートソングに決定[198]。
- 2019年9月、ラグビーワールドカップ2019のテーマ曲「World In Union」の日本語バージョン及びスコットランド出身のエミリー・サンデーとのデュエットバージョンを担当、同曲はイギリスのITVにて放送される同大会関連のスポーツ報道のテーマソングとして使用され、ネット配信された[199]。

### CM・イメージソング
- 三和シヤッター工業の60周年テレビCM「経験から学ぶ」篇にオリジナル曲「Haven」が採用される[200]。
- DMG MORI 企業CM「自然」篇にサラのオリジナル曲「Appassionato」が採用される[200]。
- DMG MORIの企業CM「White Leopard」編に自身作曲・バイオリン演奏の「Animus」が採用され、テレビCMとして2017年4月10日より東京・名古屋・大阪エリアで順次放送された[201]。
- 「A Smile Makes You Happy」株式会社ポーラの企業CMに、ロットネスト島でクォッカと一緒に撮ったセルフィー動画と、オリジナル曲「Shadows of  Time」が採用される[200]。
- 2018年10月1日から6か月間使用される、セイコーホールディングス株式会社の企業イメージソングの歌唱を担当[202]。
- 2019年2月、HARIO株式会社の広告映像に抜擢される[203]。

### 映像作品
- 2015年、明治日本の産業革命遺産の世界文化遺産登録に向けて、長崎市と一般財団法人・産業遺産国民会議が、ドイツのボンで開催されたユネスコの世界遺産委員会でのプレゼンテーション及びプロモーション用に製作した軍艦島の映像作品『GUNKANJIMA -Traveler in Time -』の音楽「Shadows Of Time」の作曲・編曲、ヴァイオリン演奏、ヴォーカルを担当した[204][205]。本作品は先進映像協会「ルミエール・ジャパン・アワード 2015」の4K部門で、優秀作品賞を受賞した[206]。

### 劇伴
- 2018年8月22日放送のNHK総合 スペシャルドラマ『太陽を愛したひと〜1964 あの日のパラリンピック』の音楽（作曲・歌唱・ヴァイオリン演奏）を担当[207]。

### 楽曲提供
- 2018年3月28日、教育芸術社より発売のオリジナル合唱ピース 女声編55「Time」の作詞を手掛ける[208]。
- 2019年3月、藤木大地の「Pray Not, Amen」の作詞を担当（4月13日初演。作曲は加藤昌則）[209]。

## その他の活動

### コピーライター
- 2014年10月18日にキックオフした三菱商事の障害者スポーツ支援プロジェクトのテーマソングとしてサラ・オレインの作詞による「DREAM AS ONE」が採用され、曲名がそのままプロジェクト名にもなった[44]。
- 日本航空株式会社（JAL）が海外向けのキャッチコピー（global brand message）として2017年12月に発表した "The Airline, On the Dot" を作成した。"Dot"の"o"は赤い丸で日の丸を表現。on the dotには時間に正確という意味があり、JALが時間に正確であることと日本の会社であることを表している。本コピーはJALの主要マーケットであるアジア、北米、ヨーロッパで、テレビコマーシャル、Youtube、新聞広告などで見ることができた[210][211]。

### その他
- 2018年3月12日、東日本大震災被災児童自立支援プロジェクトを続けている「Support Our Kids」が開催する「第8回チャリティガラパーティー」にゲスト出演[212]。自身のコンサート等で使用のティアラ・サイン入りLP・ツーショット写真撮影権のセットがチャリティーオークションに出品され、60万円で落札される[213]。
- 2018年4月から11月までオーストラリア政府（英語版）が主催したプログラム「オーストラリアnow」の親善大使に任命される。[214]。
- 2019年1月23日から2021年1月22日まで、九州国立博物館の応援大使に任命される[215]。
- 2020年2月3日発売分から全10回、東京新聞朝刊「私の東京物語」に記事掲載。オーストラリアでのこと、日本への留学、日本に来てからのこと等を寄稿[216]。

## 出演

### テレビドラマ
- 腐女子、うっかりゲイに告る。（2019年4月20日 - 、NHK総合） - ケイト 役[139]

### テレビ番組
- おとなの基礎英語（2016年4月4日 - 2018年4月1日、NHK Eテレ） - ネイティブゲスト。2018年3月にNHK出版より発売された「シーズン6（ニューヨーク・ロンドン編）」をベースとしたCDブックで、ナレーションパートを担当している[217]。
- KABUKI KOOL（2018年4月 -、NHKワールドTV） - 2014年4月に放映開始された同局制作・松竹監修による海外向けの歌舞伎紹介番組。2018年4月より歌舞伎俳優の片岡愛之助と共にナビゲーターを担当[218][219]。2019年3月には、当番組内で、サラが片岡をイメージして作曲したヴァイオリン曲を演奏し、それに合わせて片岡が舞いを披露した[220]。
- 太宰府 九博 散歩道（2018年7月21日 -、TVQ九州放送） - ナレーター。月1回放送[221]。

### ラジオ番組
- Peace of Mind：土曜の朝のサラ・オレイン（2015年4月4日 - 、TOKYO FM・FM大阪）[49]

### 映画
- ムーミン谷とウィンターワンダーランド - 2017年12月2日公開。日本語吹替版で「赤いリス」の台詞を担当[222]。